# Baahubali 2: The Conclusion
Baahubali 2: The Conclusion é um filme épico de ação e drama indiano de 2017, dirigido por S. S. Rajamouli, que o co-escreveu com V. Vijayendra Prasad. O filme foi produzido por Shobu Yarlagadda e Prasad Devineni sob a bandeira Arka Media Works. Foi produzido em Tollywood e filmado nas línguas telugo e tâmil simultaneamente. Apresenta Prabhas, Rana Daggubati, Anushka Shetty, Tamannaah Bhatia, Ramya Krishna, Sathyaraj, Nassar e Subbaraju. Este filme é a continuação de Baahubali: The Beginning, servindo tanto como sequência quanto como prequela. O filme se passa na Índia medieval e segue a rivalidade entre irmãos entre Amarendra Baahubali e Bhallaladeva; este último conspira contra o primeiro e faz com que ele seja morto por Kattappa. Anos depois, o filho de Amarendra retorna para vingar sua morte.
O filme foi feito com um orçamento estimado de ₹ 250 crore ($ 36,87 milhões) e foi o filme indiano mais caro na época de seu lançamento. A produção começou em 17 de dezembro de 2015 no Ramoji Film City, Haiderabade. A filmagem foi conduzida por K. K. Senthil Kumar, e a edição ficou a cargo de Kotagiri Venkateswara Rao. O design de produção foi feito por Sabu Cyril, enquanto as sequências de ação foram coreografadas por Peter Hein. Os efeitos visuais foram desenhados por R. Kamalakannan, com assistência de Adel Adili e Pete Draper. A trilha sonora e a música de fundo foram compostas por M. M. Keeravani. Baahubali 2 foi lançado em 28 de abril de 2017 nas versões telugo, hindi, tâmil, malaialo e canareso e posteriormente dublado em japonês, russo e chinês. Lançado nos formatos convencionais 2D e IMAX, Baahubali 2 foi o primeiro filme telugo a ser lançado também no formato 4K de alta definição.
Baahubali 2 foi um dos filmes mais esperados de 2017, já que a prequela terminou em um grande momento de angústia. O filme estreou em mais de 9.000 telas em todo o mundo, com 6.500 dessas telas somente na Índia, estabelecendo um novo recorde para o lançamento mais amplo de um filme indiano, quebrando o recorde de maior lançamento de um filme indiano Após seu lançamento, arrecadou ₹ 1.737,68–1.810,60 crore em todo o mundo ($ 256,26–267,01 milhões), ultrapassando PK (2014) para se tornar brevemente o filme indiano de maior bilheteria de todos os tempos, arrecadando aproximadamente ₹ 789 crore (US$ 99 milhões) em todo o mundo nos primeiros seis dias após seu lançamento. Tornou-se o primeiro filme indiano a arrecadar mais de ₹ 1.000 crore (US$ 130 milhões), em apenas um período de dez dias. Na Índia, estabeleceu muitos recordes cinematográficos, tornando-se o filme de maior bilheteria em hindi, bem como nas línguas originais telugo e tâmil. É o filme de maior bilheteria na Índia até o momento, o filme telugo de maior bilheteria da história, o filme do sul da Índia de maior bilheteria e o segundo filme indiano de maior bilheteria em todo o mundo. O filme vendeu mais de 12 crore (120  milhões) de ingressos durante sua bilheteria, a maior estimativa de ingressos para qualquer filme na Índia desde Sholay (1975).

## Elenco
Creditado
A seguir está o elenco creditado:
- Prabhas em um papel duplo como
  - Amarendra Baahubali, sobrinho de Sivagami Devi e Bijjaladeva e herdeiro adotivo do trono de Mahishmati (Telugu)/Magizhmathi (Tamil). Como príncipe, ele é altamente respeitado entre o povo por sua compaixão, nobreza e valor.
  - Mahendra Baahubali, filho de Amarendra com Devasena que nasceu durante a morte de seu pai e cresce para conhecer a aliança rebelde que está combatendo Bhallaladeva.
- Rana Daggubati como Bhallaladeva (Telugu) / Palvaalthevan (Tamil), primo biológico de Amarendra e irmão mais velho adotivo, que tinha muita inveja de sua popularidade e conspirou para apagar seu direito ao trono desde a infância. Ao contrário de Baahubali, ele pouco se importa com o povo e até é mostrado escravizando seus súditos. Ele planeja seu próprio assassinato para fazer Kattappa matar Baahubali.
- Anushka Shetty como Devasena (Telugu) / Devasenai (Tamil), a irmã mais nova do rei de Kuntala, que se casa com Baahubali. Sua inclusão na família real e a contestação da lei de Sivagami e Palvaalthevan/ Bhallaladeva levam ao conflito civil no reino e ao seu exílio
- Tamannaah Bhatia como Avantika, uma jovem e poderosa guerreira rebelde por quem Mahendra se apaixona. Ela o ajuda a retomar o reino e eles se casam.[16]
- Ramya Krishnan como Sivagami Devi, mãe de Bhallaladeva/Palvaalthevan e esposa de Bijaladeva/Pingalathevan, e uma ex-súdita do reino que se torna rainha. Ela tem uma das mais altas autoridades do reino e é uma combatente habilidosa. Ela quase é assassinada por seu próprio filho enquanto tenta contrabandear Mahendra para fora do reino.
- Nassar como Bijjaladeva (Telugu) / Pingalathevan (Tamil), o pai perturbado de Bhallaladeva / Palvaalthevan e marido de Sivagami, ele tem uma deformidade na mão esquerda e assim como seu filho acredita na exploração de seus súditos e em ser opressor. Por causa disso, ele nunca recebeu formalmente o controle do reino. Seu irmão Vikramadeva é o pai biológico de Amarendra Baahubali.
- Sathyaraj como Karikala Kattappa Nadar, uma figura irmã de Sivagami e é chamado de tio de Bhallaladeva e Amarendra. Ele é membro de uma linhagem de guerreiros incrivelmente habilidosos que servem a família real como servos, mas também comanda as forças armadas do reino.
- Subbaraju como Kumara Varma, um parente de Devasena que é competitivo contra ela e é um guerreiro covarde, mas é motivado por Amarendra a enfrentar a invasão Pindari em Kuntala. Ele é morto por Bijaladeva/Pingalathevan em uma armadilha elaborada para incriminar Baahubali por traição.

Outros
- Rakesh Varre como como Sethupathi, um amigo de Bhallaladeva que assume o papel de comandante do exército após a renúncia de Baahubali, ele é decapitado por Baahubali ao descobrir que Sethupati tocou sua esposa vulgarmente.
- Meka Ramakrishna como como Jaya Varma, irmão de Devasena e ex-rei de Kuntala. Ele é morto por Bhallaladeva durante a batalha final.
- Charandeep como irmão do Rei Kalakeya,[17] que assume o papel de chefe dos Kalakeyas. Ele é morto por Baahubali.
- Rohini como Sanga,[18] mãe adotiva de Mahendra.
- Prudhvi Raj como primeiro-ministro do reino de Kunthala
- Madhusudhan Rao como o mensageiro do Reino Mahishmathi
- Shatru como o líder da tribo Pindari,[19] que é uma tribo de saqueadores e invasores. Eles sitiam Kuntala e Amarendra mata o líder e afoga o resto do exército.
- Ajay Ghosh como um bandido[20]